# Claut
Claut es una localidad y comune italiana de la provincia de Pordenone, región de Friuli-Venecia Julia, con 1.064 habitantes.

## Evolución demográfica
| Gráfica de evolución demográfica de Claut entre 1861 y 2001 |
|                                                             |
| Fuente ISTAT - elaboración gráfica de Wikipedia             |